# Monocentrus komboi
Monocentrus komboi är en insektsart som beskrevs av Boulard 1971. Monocentrus komboi ingår i släktet Monocentrus och familjen hornstritar. Inga underarter finns listade i Catalogue of Life.